# 에벳멜렉

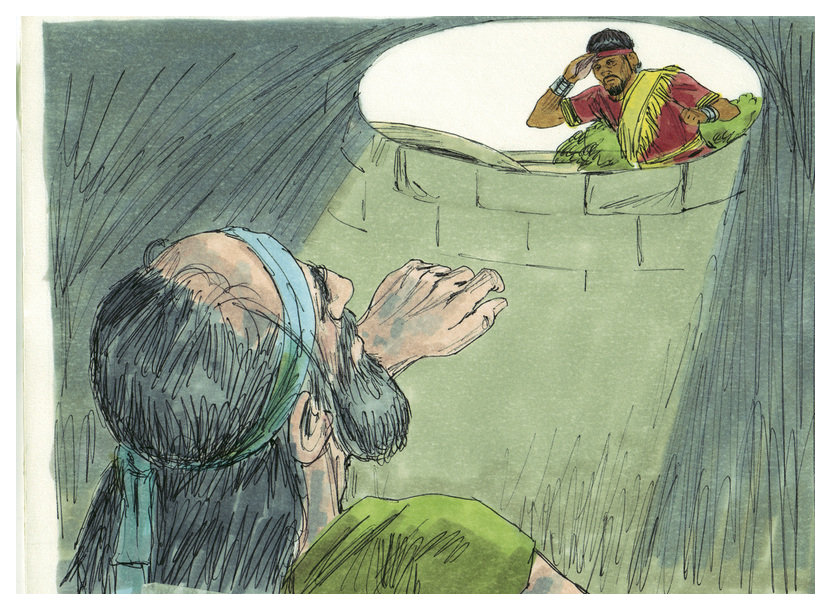
1984년 그림 (Jim Padgett)

에벳멜렉(Ebed-Melech)은 예레미야서 38장에 언급되는 유다 왕국 시드키야왕궁의 내시이다. 이 이름은 '왕의 종'으로 번역되며 고유명사가 아닌 칭호일 것으로 본다.
예레미야 38장 7절에서 에벳멜렉은 선지자 예레미야를 토굴 감옥에서 건져내어 구출한 것으로 알려져 있다.

## 같이 보기
- 개종자

## 참고 자료
- Estigarribia, Juan Vicente (1992). “Commentaries on the Historicity of Acts of the Apostles 8, 26–39”. 《Beiträge zur Sudanforschung》 5: 39–46.
- Hirsch, Emil G.; Levi, Gerson B.; Kohler, Kaufmann; Schechter, Solomon; Seligsohn, M. (1901–1906). 〈Ebed-Melech〉.   Singer, Isidore;  외. 《The Jewish Encyclopedia》. New York: Funk & Wagnalls.